# Karen Traviss
Karen Traviss är en brittisk science fiction-författare från Wiltshire, England. Hon arbetade som journalist och utrikeskorrespondent innan hon började skriva böcker. Hon debuterade som författare till boken City of Pearl 2004.
Karen Traviss har bland annat skrivit de fyra Star Wars-romanerna Star Wars Republic Commando: Hard Contact (2004), Star Wars Republic Commando: Triple Zero (2006), Star Wars Republic Commando: True Colors (2007), Star Wars Republic Commando: Star Wars order 66 (2008) och Star Wars Republic Commando: 501st (2009).